# Cnemidophorus duellmani
Cnemidophorus duellmani es una especie de escincomorfos de la familia Teiidae.

## Distribución geográfica
Es endémica de Panamá.